# إدوارد فنسنت
إدوارد فنسنت (بالإنجليزية: Edward Vincent) هو سياسي أمريكي، ولد في 23 يونيو 1934، وتوفي في 31 أغسطس 2012. انتخب عضو مجلس ولاية كاليفورنيا وانتخب عضو جمعية ولاية كاليفورنيا.